# Song Giang (xã)
Song Giang là một xã thuộc huyện Gia Bình, tỉnh Bắc Ninh, Việt Nam.
Xã Song Giang có diện tích 7,07 km², dân số năm 1999 là 6806 người, mật độ dân số đạt 963 người/km².